# さよなら李香蘭
『さよなら李香蘭』（さよならりこうらん）は、1989年12月1日と12月2日にフジテレビ系列局で放送されたテレビドラマである。共同テレビジョンとフジテレビの共同製作。

## 概要
戦前から戦中にかけ、李香蘭の名で歌手・映画女優として、中国及び日本国内において絶大な人気を博した山口淑子の半生を描いた物語。沢口靖子が主人公を演じた。フジテレビ開局30周年記念番組として制作され、視聴率は前編が22.9%、後編が25.5% （ビデオリサーチ調べ、関東地区）を記録し、第27回ギャラクシー賞奨励賞を受賞した。

## 制作のエピソード
もともと、このドラマはフジテレビ単独で制作されることで企画が進んでいたが、中国中央電視台との交渉が難航したため、共同テレビが現場での制作を担当することになり、現場スタッフはフジテレビから共同テレビに交代した。それに伴って降板したスタッフの一人が、当初演出を務めることになっていた和田勉である。
中国ロケの終盤、中国政府側から安全保障が困難との理由で撮影の中止を求められる。それに従い、予定していた撮影の一部をとりやめ、ロケ終了ということにして緊急に帰国した。直後、天安門事件が起こった。

## サブタイトル
- 前編：ラストアクトレス
- 後編：さよなら李香蘭

## キャスト
- 山口淑子：沢口靖子
- 山口文雄：平幹二朗 - 淑子の父
- 山口アイ：八千草薫 - 淑子の母
- 山家亨：小林稔侍 - 陸軍中佐・報道部宣撫担当　文雄の友人
- 川喜多長政：林隆三 - 中華電影・映画プロデューサー
- 野口久光：小倉一郎 - 中華電影・宣伝部社員
- 甘粕正彦：片岡鶴太郎 - 満洲映画協会理事長
- 川島芳子：山田邦子 - 清朝の皇族粛親王の第十四王女
- 児玉英水：三田村邦彦 - 東宝・文芸部員
- 松岡謙一郎：西城秀樹 - 海軍士官、元・外務大臣松岡洋右の長男
- 温貴華：菊池桃子 - 淑子の友人
- 陳雲裳：紺野美沙子 - 上海映画界の女優
- 孟虹：秋本奈緒美 - 満洲映画協会・女優
- 周暁波：髙嶋政宏 - 満洲映画協会・中国人監督
- 呉健平：緒形直人 - 川喜多長政の使用人
- 厚見雅子：清水ミチコ - 淑子の付き人
- 小出孝：宮本充 - 中華電影・宣伝部社員
- 陳洪仁：吉岡祐一 - 温貴華の恋人
- マキノ光雄：堺正章 - 満洲映画協会・制作部プロデューサー
- 山梨稔：佐藤B作 - 満洲映画協会・総務部長
- 谷本精史：村井国夫 - 満洲映画協会・チーフカメラマン
- 東敬三：長塚京三 - 奉天放送局・企画課長
- 張善琨：竜雷太 - 中華聯合製片股份公司・総支配人
- 伏水修：橋爪功（友情出演） - 映画『支那の夜』の監督
- 李幹事長：山村聡（特別出演） - 北京新聞記者クラブ幹事長
- 田丸陸軍一等兵：柳葉敏郎
- 加納陸軍少尉：本田博太郎
- 三村陸軍上等兵：桜金造
- 中川牧三中尉：峰竜太 - 上海陸軍報道部・音楽担当将校
- 中国軍政部取調官：片桐竜次
- 金沢署長（丸の内警察署）：田中邦衛（友情出演）
- 税関の警官：イッセー尾形（友情出演）
- 警らの警官：左とん平
- 戦傷将校：薬丸裕英（友情出演）
- 海軍水兵：小堺一機（友情出演）
- 水兵の連れの女性：岸本加世子（友情出演）
- リューバ・グリーネッツ：ビアンカ・アレン - 淑子の友人
- マダム・ポドレソフ：アーニャ・シュッツバッハ - 淑子の声楽の先生
- マジシャン：マギー司郎
- 中国人俳優：石井愃一
- 長谷川一夫：林与一 - 俳優
- 内田吐夢：藤田敏八 - 映画監督
- 田村泰次郎：勝野洋 - 作家
- 淡谷のり子：井森美幸（友情出演） - 歌手
- 久米正雄：渥美国泰 - 作家
- 伊藤整：斎藤洋介 - 作家
- 服部良一：服部良次 - 作曲家

その他
| - 原ひさ子 - 川俣しのぶ - 露木茂 - 太平サブロー・シロー - 坂西良太 - 笑組（内海ゆたお・八木一夫） - 高杉哲平 - 落合ひとみ | - 加地健太郎 - 松本じゅん - 山崎満 - 渡会良 - 藤岡大樹 - 浜田道彦 - 加山到 ほか |

## スタッフ
- 原作
  - 山口淑子、藤原作弥『李香蘭私の半生』新潮社、1987年7月。ISBN 978-4103667018。
  - 山口淑子、藤原作弥『李香蘭私の半生』新潮社〈新潮文庫〉、1990年12月。ISBN 978-4101186115。
- 脚本：安倍徹郎
- 演出：藤田明二
- 音楽：朝川朋之
- 挿入歌・音楽：服部克久
- 主題歌：「行かないで」玉置浩二
- 衣装デザイン：君島一郎
- 振り付け：西条満
- 演出補：松田秀知
- 助監督：林徹、田島大輔、石田周
- 技術協力：バスク
- スタジオ：国際放映、渋谷ビデオスタジオ
- ゼネラル・プロデューサー：横澤彪
- チーフプロデューサー：中山和記
- プロデューサー：星田良子・関本広文
- アシスタントプロデューサー:松村俊二
- 編成企画：前田和也
- 制作協力：中国中央電視台
  - 総合プロデューサー：任大恵
- 企画協力：日中藝協
- 制作：共同テレビジョン・フジテレビ